# SeaWorld San Diego
SeaWorld San Diego és un parc d'atraccions amb animals, oceanari, aquari exterior i parc de mamífers marins situat a San Diego (Califòrnia, Estats Units), a Mission Bay.
Forma part de l'Associació de Zoos i Aquaris (AZA). Just al costat del parc hi ha el Hubbs-SeaWorld Research Institute, que investiga la biologia marina i duu a terme activitats de pedagogia i divulgació sobre temes marins, incloent-hi la informació presentada en els objectes exposats al parc.